# Вулиця Мартовича (Львів)
Ву́лиця Марто́вича — вулиця в Галицькому районі міста Львова, що сполучає вулиці Григоровича та Поповича з вулицями Каліча Гора та Стефаника.

## Історія
Від 1898 року вулиця мала назву Фрідріхів на честь львівських фабрикантів, яким належала ділянка на цій вулиці. Під час німецької окупації, від 1943 року — вулиця Ґірардіґассе. У повоєнні часи вулиці не надовго повернули передвоєнну назву, від жовтня 1945 року — вулиця Газетна, оскільки під № 2 розташовувався обласний відділ «Союздруку», у грудні того ж року, вулиці знов повернено передвоєнну назву. 1946 року вулиця отримала сучасну назву Мартовича, на честь відомого українського письменника та громадського діяча Леся Мартовича.

## Забудова
У забудові вулиці Мартовича переважають архітектурні стилі — класицизм та віденська сецесія. Більшість будинків на вулиці внесені до Реєстру пам'яток архітектури місцевого значення м. Львова:
№ 2 — від часів Польщі в будинку на першому поверсі міститься поштове відділення № 5, яке зберегло своє місце розташування до наших днів — на розі з сучасною вулицею Поповича. За радянських часів в іншій частині будинку «оселився» Ленінський райвідділ міліції та опорний пункт правопорядку Ленінського району Львова. У роки незалежності Ленінський райвідділ міліції став Галицьким райвідділом. Під час подій Революції Гідності 19 лютого 2014 року біля райвідділку було спалено декілька міліційних авто, а сам відділок розгромлено. Після реформи міліції у 2015 році — Галицький районний відділ поліції ГУНП у Львівській області. Від 2 лютого 2021 року, Галицький районний відділ поліції обслуговуватиме громадян за новою адресою. Відтепер Галицький відділ поліції розташований у приміщенні Личаківського відділу поліції на вулиці Романчука, 18. Будинок внесений до Реєстру пам'яток архітектури місцевого значення під охоронним № 634-м.
№ 3 — кам'яниця, збудована наприкінці XIX століття і належала власнику фабрики мила і свічок Едвардові Фрідріху. Будинок внесений до Реєстру пам'яток архітектури місцевого значення під охоронним № 165-м.
№ 4 — кам'яниця, збудована у 1907—1909 роках за проєктом архітектора Артура Шлеєна на замовлення Мавриція Мунда, який разом з братом були відомими постачальниками керамічної плитки для оздоблення львівських будинків. Будинок внесений до Реєстру пам'яток архітектури місцевого значення під охоронним № 635-м. За Польщі в будинку діяла клініка доктора Алексієвича.
№ 5 — житловий будинок споруджений у 1905—1906 роках за проєктом архітектора Генрика Сальвера для Товариства вчителів народних шкіл міста Львова. У 1912—1914 роках тут працювала перша у Львові кіностудія «Кінофільм», що зняла у Львові декілька короткометражних фільмів, які демонстрували у львівських кінотеатрах. Так, у червні 1913 року у львівських кінотеатрах було показано фільм «Ювілейні урочистості 15 Полку Піхоти у Львові». Згодом у цій кам'яниці за Польщі містився торговий дім «Балтик». На фасаді будинку встановлено меморіальну таблицю, яка сповіщає, що у цьому будинку міститься меморіальний музей-майстерня Теодозії Бриж. В музеї представлені твори художниці, створені у 1956—1999 роках, серед них — постаті Анни Ярославни, князя Лева, персонажі за твором В. Стефаника «Дорога», декоративно-паркові композиції, роботи на біблійної-євангельські теми (Ісая, Єремія), а також  серія творів до «Лісової пісні» Л. Українки. Тут розміщено понад сотню творів, серед яких ряд барельєфів на тему «Коні і люди». Будинок внесений до Реєстру пам'яток архітектури місцевого значення під охоронним № 166-м.
№ 6, 8, 10 — житлові будинки збудовані 1907 року будівничим Владиславом Садловським за проєктом архітектора Наполеона Лущкевича у стилі орнаментальної сецесії для родини Фрідріх. Будинки внесені до Реєстру пам'яток архітектури місцевого значення під охоронними № 636-м, № 637-м, № 638-м.
№ 7 — за Польщі поруч з будинком розташовувалася школа Святого Йосифа. У 2000-х роках тут містилася туристична фірма «Турвест». Будинок внесений до Реєстру пам'яток архітектури місцевого значення під охоронним № 167-м.
№ 9 — житловий будинок. Будинок внесений до Реєстру пам'яток архітектури місцевого значення під охоронним № 638-м.